# Oeax griseus
Oeax griseus là một loài bọ cánh cứng trong họ Cerambycidae.